# T.J. 스톰
T.J. 스톰(Juan Ricardo Ojeda, 1972년 2월 14일 ~ )은 미국의 성우, 스턴트 배우, 텔레비전 배우이다.
인디애나주에서 태어났다.

## 방송
- VR 트루퍼

## 영화
- 리벤져 (2018년) - 세르게이 역
- 킥복서 리턴즈 (2016년)
- 더 마셜 아트 키드 (2015년)
- 코드네임 코브라 (2012년)
- 스타 트렉: 더 비기닝 (2009년)
- 퍼니셔 2 (2008년)
- 미스 캐스트 어웨이 (2004년)
- 더 울티메이트 게임 (2001년)
- 둠스데이어 (2000년) - 페티그로 몽고메리 역
- 어반 메니스 (1999년)
- 레킹 크류 (1999년)
- 커럽트 (1999년)
- 드래곤 퓨리 (1995년)
- 모탈 컴뱃 (1995년)
- VR 트루퍼 (1994년)